# Dominic Tang Yeeming
Dominic Tang Yeeming SI (chiń. upr. 邓以明; chiń. trad. 鄧以明; pinyin Dèng Yǐmíng; ur. 13 maja 1908 w Hongkongu, zm. 27 czerwca 1995 w Stamford) – chiński (hongkoński) duchowny rzymskokatolicki, jezuita, arcybiskup kantoński, ofiara prześladowań komunistycznych.

## Biografia
Urodził się w katolickiej rodzinie. W sierpniu 1930 wstąpił do nowicjatu jezuickiego w Hiszpanii. Później studiował teologię w Szanghaju. 31 maja 1941 otrzymał święcenia prezbiteriatu i został kapłanem Towarzystwa Jezusowego. Pracował jako nauczyciel angielskiego w jezuickim liceum w Szanghaju. Następnie przeniósł się do prowincji Kanton, gdzie był proboszczem, dyrektorem szkoły podstawowej oraz działał w organizacjach charytatywnych.
1 października 1950 papież Pius XII mianował go administratorem apostolskim wakującej od 1947 archidiecezji kantońskiej oraz biskupem tytularnym elatejskim. 13 lutego 1951 przyjął sakrę biskupią z rąk biskupa Beihai Gustava-Josepha Deswazièresa MEP.
Był to trudny okres dla Kościoła katolickiego w Chinach. W 1949 komuniści zwyciężyli w chińskiej wojnie domowej i rozpoczęli prześladowania religijne. 5 lutego 1958 bp Tang Yeeming został aresztowany. Powodem była odmowa wypowiedzenia posłuszeństwa papieżowi i nieprzystąpienie do utworzonego przez komunistów Patriotycznego Stowarzyszenia Katolików Chińskich. Mimo iż nigdy nie przeprowadzano procesu sądowego, bp Tang Yeeming przebywał w więzieniu do 1981, w tym 7 lat w odosobnieniu. Podczas pobytu w więzieniu hierarcha cierpiał na niedożywienie oraz pozbawiono go podstawowych artykułów (np. po zużyciu jedynej pary butów do końca pobytu chodził boso). W 1981 władze nieoczekiwanie zezwoliły choremu na raka biskupowi wyjechać na leczenie do Hongkongu. Był jednym z jedynie dwóch, obok kard. Ignatiusa Kunga Pin-mei, biskupów narodowości chińskiej z komunistycznych Chin, którym zezwolono na ich opuszczenie.
Po opuszczeniu przez bpa Tang Yeeminga Chińskiej Republiki Ludowej, 26 maja 1981 papież Jan Paweł II mianował go arcybiskupem kantońskim. Nominacja ta spotkała się z ostrą reakcją rządu w Pekinie, który uznał tę decyzję za ingerencję w wewnętrzne sprawy Chin. Potępiło ją także Patriotyczne Stowarzyszenie Katolików Chińskich, które ogłosiło usunięcie bpa Tang Yeeminga z funkcji biskupa Kantonu i 10 października 1981 mianowało własnego antybiskupa Kantonu.
Nigdy nie dane mu było powrócić do swojej archidiecezji. Resztę życia abp Tang Yeeming spędził w Hongkongu. Dużo podróżował odwiedzając chińskich katolików i biskupów na całym świecie. Współpracował z kard. Ignatiusem Kungiem Pin-mei, którego znał jeszcze z czasów pracy w Szanghaju w latach 40., w dziele pomocy Kościołowi podziemnemu w Chińskiej Republice Ludowej.
Arcybiskup Dominic Tang Yeeming SI zmarł na zapalenie płuc w szpitalu w Stamford, w Stanach Zjednoczonych, gdzie przebywał na uroczystościach rocznicowych kard. Kunga Pin-mei.